# Montfoortse Vaart

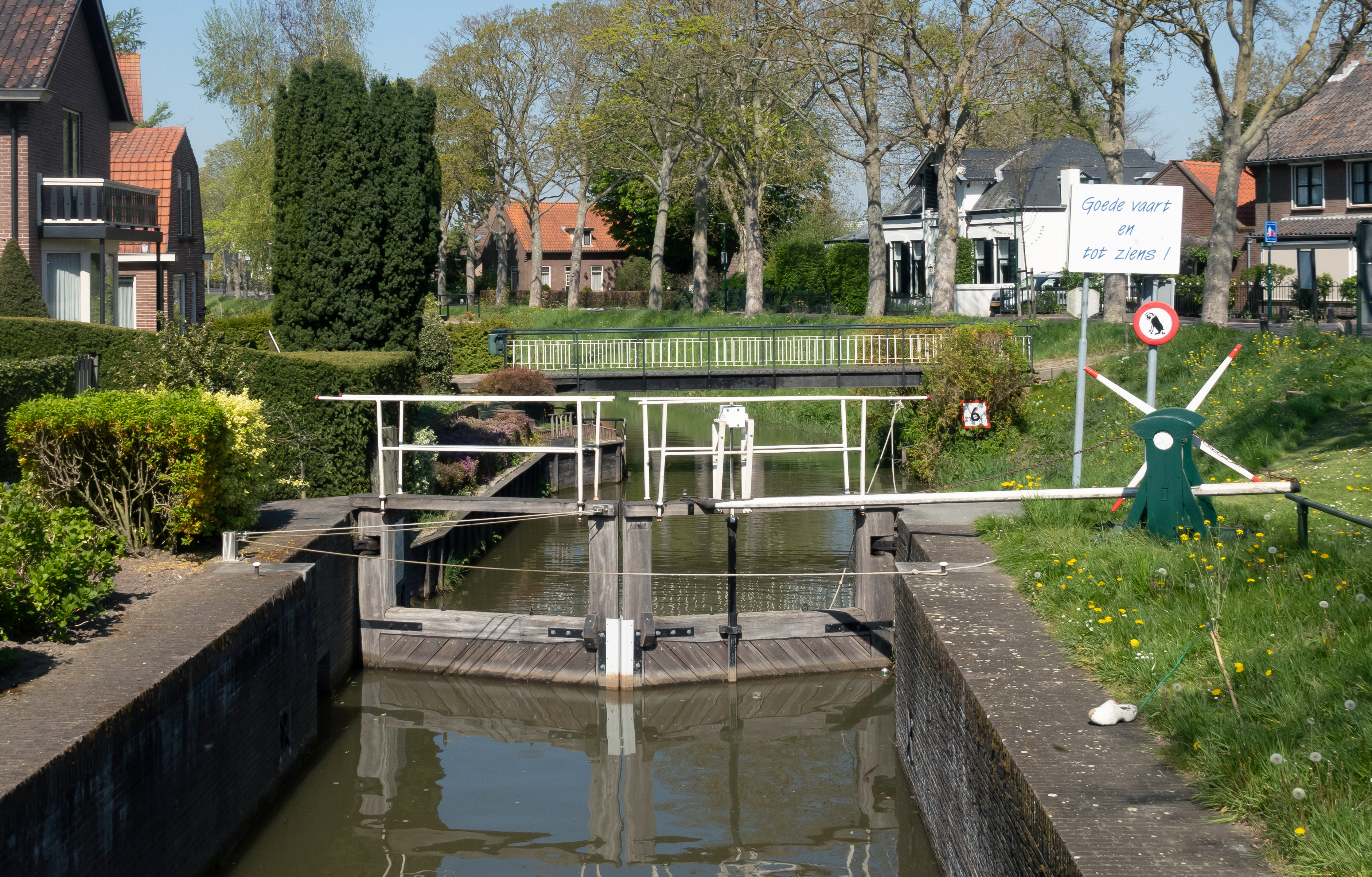
Montfoort, l'écluse: schutsluis Montfoortse Vaart

Le Montfoortse Vaart est un canal de la province d'Utrecht, situé sur le territoire des communes de Montfoort et de Woerden.
Le Montfoortse Vaart a été créé vers 1617 par l'approfondissement et l'élargissement d'un ancien cours d'eau, la Cattenbroeker Wetering. À cette occasion, celle-ci fut continuée jusqu'au village de Linschoten, où le canal fut relié au Korte Linschoten. Pour une grande partie, le Montfoortse Vaart longe la digue de Cattenbroek. 
À Montfoort, une écluse relie le canal à l'IJssel hollandais.